# Tice (Floride)
Pour les articles homonymes, voir Tice (homonymie).
Tice est une census-designated place du comté de Lee, dans l'État de Floride, aux États-Unis,. En 2020, elle compte une population de 4 853 habitants.